# Erasmus af Rotterdam
Erasmus af Rotterdam, Desiderius Erasmus Roterodamus, eller bare Erasmus (født Gerrit Gerritszoon 28. oktober 1466 i Rotterdam i Holland, død 12. juli 1536 i Basel) var en nederlandsk augustinerkannik, teolog, filolog og filosof. Erasmus var katolik og blev augustinerkorherre. Han var 1500-tallets mest betydningsfulde repræsentant for renæssancehumanismen og fik tilnavnet ”humanisternes fyrste”. Han var en glimrende latinist, og han stod for en banebrydende udgivelse af Det Nye Testamente på det originale oldgræske sprog samt en medfølgende oversættelse til latin. Hans indgangsvinkel til Det Nye Testamente var kritisk-filologisk.
Erasmus levede på reformationens tid. Han var, ligesom Martin Luther, kritisk indstillet over for de kirkelige misbrug i den katolske kirke, og han forsøgte at reformere kirken. Da det kom til stykket, kunne han dog ikke tilslutte sig Luther og reformationen, og han forblev medlem af den katolske kirke til sin død.

## Liv
Erasmus blev født i Rotterdam 28. oktober 1466 (eller 1467 eller 1469). (Der er en vis usikkerhed om hans fødselsår.) Hans far, Roger Gerard, blev senere præst i Gouda. Om hans mor ved vi stort set intet, bortset fra at hun hed Margaret og havde arbejdet som husholderske hos Roger Gerard. Selvom Erasmus med sit navn er forbundet med byen Rotterdam, boede han der kun i sine første tre leveår.
Sin tidlige ungdom tilbragte han i en klosterskole i Gouda. Her lærte han fromhedsbevægelsen Devotio moderna at kende (Brødrene af Fælleslivet). I 1487 blev han optaget i augustinerklosteret Emmaus i Stein. Her blev han ordineret som præst i 1492.
Han studerede i Paris i årene 1495-99 og var i 1499-1500 i England, hvor han knyttede venskab med unge lærde som Thomas More og John Colet.
Da han forlod England, begyndte han på egen hånd at studere græsk, så han kunne læse Det Nye Testamente på dets oprindelige sprog. Han begyndte også at forberede en ny oversættelse af Det Nye Testamente fra græsk til latin. Denne oversættelse udkom i 1516. Fra da af var Erasmus centrum for den teologiske debat og det lærde liv i Europa.
Erasmus rejste meget rundt i Europa, hvor han underviste og forskede i gamle skrifter. Han beskæftigede sig med tidens store spørgsmål om litteratur og religion. I ægte renæssanceånd levede han efter mottoet Til kilderne (lat. Ad fontes), og han brugte antikke kilder til at kritisere sin samtids fortolkning af kristendommen.
I 1536, da han boede i Basel i Schweiz, pådrog han sig dysenteri, hvilket førte til hans død. Han blev begravet ved katedralen i Basel. Ifølge hans ven Beatus Rhenanus var hans sidste ord ”Lieve God”, som er hollandsk for ”Kære Gud”.

## Kritik af skolastikken og kirken
Erasmus havde en stor gennemslagskraft, både i samtiden og i eftertiden. Succesen skyldtes ikke mindst hans vid, åndfuldhed og klare sproglige stil. Han kunne udtrykke sig elegant og træffende, og han havde en evne til at forklare teologiske problemer legende let. Han kritiserede skolastikken for at mangle netop disse egenskaber. I dens spindelvæv af begrebsanalyser manglede den sans for det centrale og oprindelige i kristendommen, mente han. Det centrale i Erasmus´ livsgerning var hans forsøg på at humanisere kristendommen og befri den for det hylster af skolastisk spidsfindighed, den var omgivet af. Kristendommen skulle gøres enklere og lettere tilgængelig for mennesker.
I et af hans berømte værker, Dårskabens pris, var han sarkastisk over for skolastikerne:
”Der findes realister, nominalister, thomister, occamister, alle sammen så lærde, at selv apostlene ville komme til kort i en diskussion med dem. De forklarer os, at skønt Paulus kunne fastslå, hvad tro betyder, kunne han dog ikke gøre det så skarpt og præcist som dem. Dersom apostlene blev spurgt, på hvilken måde Kristi legeme i himlen adskiller sig fra Kristi legeme på korset, ville hverken Peter eller Paulus være i stand til at redegøre for spørgsmålet så godt som skolastikerne. … Apostlene afskyede nok synden, men ikke én af dem ville være i stand til at forklare, hvad der egentlig menes med ordet ”synd”, hvis ikke de fik hjælp af skolastikerne.” 
Erasmus kritiserede også kirken for at have kompliceret kristendommen unødigt. I Håndbog for en stridende kristen (1503) sagde han: ”At være kristen bør ikke betyde, at man accepterer et vist antal dogmer, men at man uselvisk efterlever Kristi moral, således som Det Nye Testamente udlægger den.”  Ligesom Luther kritiserede han den måde, som afladen havde udviklet sig på. Og ligesom Luther påpegede han, at hvis man kan købe sig tilgivelse for sine synder, vil det let få den konsekvens, at man ikke angrer dem. I Dårskabens pris skælder han præsterne ud:
”… de dårer, der ligesom på klokkeslæt udregner det tidspunkt, hvor sjælen kommer i skærsilden og indbilder sig at kunne udregne opholdets længde i århundreder, år, måneder, dage og timer, fuldkommen som efter en fejlfri matematisk tabel! … Man bilder sig efterhånden ind, enten man er forretningsmand, soldat eller jurist, at blot man ofrer en lille mønt af alle de penge, man skraber til sig på uhæderlig vis, så bliver ens smudsige sjæl med ét aftvættet for mened, utugt, drukkenskab, mord, troløshed og forræderi, alt takket være en papirslap. Og ikke blot dette, man må derefter gladelig fortsætte sit syndige levned, begå nye forbrydelser og søle sig i nye laster.” 

## Humanistiske tanker
Erasmus var sin tids mest betydningsfulde repræsentant for renæssancehumanismen, som betragtede antikken som en norm på alle områder af livet. Han ville knytte en forbindelse mellem på den ene side Cicero, Horats og Plutark, og på den anden side den rene kristendom, bygget på Bibelens ord – en forbindelse mellem antikkens kultur og den kristne ånd. Han drømte om et Europa, hvor sund fornuft og mådehold herskede, og hvor man ikke hele tiden behøvede at frygte krigens gru.
Han betragtede krig som den farligste og afskyeligste fjende af kultur og fremskridt. Det var freden, han så som det centrale i kristendommen: ”Summen af al religion er fred, og fred på religionens område kan kun bestå, hvis vi nøjes med færrest mulige teologiske grundsætninger.” 

## Udgivelsesvirksomhed
En af renæssancehumanismens hovedanliggender var at få direkte adgang til antikkens kultur i en oprindelig, uforfalsket form. Derfor ville man tilbage til de autentiske gamle kilder – som slagordet lød: Til kilderne (lat. Ad fontes). Erasmus efterlevede denne bestræbelse på det teologiske område. Hans vigtigste bedrift på det område var hans Novum Testamentum fra 1516. Det var en revideret udgave af Det Nye Testamente på dens oprindelige sprog (græsk), samt en oversættelse til latin. Der var to kolonner i hans tekst: til venstre den græske tekst, til højre den latinske tekst.
Der fremkom yderligere udgaver af værket i årene fra 1519 til 1535. I forordet opfordrede Erasmus forskere til at oversætte Bibelen til alle sprog og for alle mennesker, præster og lægfolk, håndværkere og bønder. Novum Testamentum blev brugt som grundlag for flere oversættelser til folkesprogene. Den blev således brugt af Luther og reformatorerne som kildetekst for deres bibeloversættelser til tysk. Den blev også brugt til oversættelsen til engelsk af oversætterne af King James-Bibelen (1611).
En anden af hans bedrifter var udgivelsen af de komplette værker af kirkefaderen Hieronymus (347-420) – Corpus Hieronymianum – med i alt ni bind, hvortil han skrev en omfattende kommentar samt en biografi om Hieronymus. Hieronymus' omfattende lærdom i teologi og andre videnskaber, hans kendskab til latin, græsk og hebraisk, samt hans stilistiske elegance gjorde ham i Erasmus' øjne til prototypen på en humanistisk dannet teolog. Tilbagevenden til kirkefædrene, kombineret med genoprettelse af den oprindelige og sande kristendom, var et centralt ledemotiv i hans teologi.
Hieronymus-udgivelsen blev efterfulgt af yderligere udgivelser og oversættelser af kirkefædre: Arnobius (1522), Cyprianus (1520), Hilarius (1523), Irenæus (1526), Ambrosius (1527), Athanasius (1527), Augustin (1529), Johannes Chrysostomos (1530), Basilius (1532) og Origenes (1536, udgivet posthumt).
 

## Forholdet til Martin Luther og reformationen
Erasmus var et langt stykke enig med Luther i hans kritik af kirken. De var enige om, at en virkelig teologi ikke kan bestå uden et grundigt forudgående studium af sprog og litteratur. Og begge tog afstand fra det misbrug af afladen, der skete i deres tid. Begge ønskede også at afskaffe skolastkikken og fremme en enklere og renere kristendom. Det var det almindelige indtryk i samtiden, i alt fald indtil Rigsdagen i Worms i 1521, at Luther og Erasmus stod side om side.
Men Erasmus kunne ikke gå hele vejen med Luther. Efterhånden blev forskellene mellem dem tydeligere. Erasmus gik ind for reformer af Romerkirken, men ikke et brud med den. Hans fredsideal var vanskeligt at forene med Luthers voldsomme lidenskab. Han ville for enhver pris undgå et kirkeligt brud, der kunne føre til langvarige stridigheder, og sandsynligvis også til frygtelige religionskrige.
I 1524 valgte han side til fordel for Romerkirken. Det skete med værket Afhandling om den frie vilje (De libero arbitrio diatribe), hvori han redegjorde for sin stilling. Værket er delt i tre dele: I første del, indledningen, gør han rede for forskellige opfattelser angående spørgsmålet om den frie vilje, uden at han gør sig til dommer over dem. I anden del fremfører han de steder i Bibelen, der taler for viljens frihed. I tredje del fremfører han de steder, der synes at tale imod viljens frihed, idet han dog forsøger at vise, at de i virkeligheden ikke skal forstås således. Til allersidst sammenfatter han sit synspunkt.
I indledningen kommer han med sin definition på den frie vilje:
”Her forstår vi ved fri vilje en kraft hos den menneskelige vilje, hvorved mennesket kan vende sig til det, som fører til den evige frelse, eller vende sig derfra.” 
Erasmus tilslutter sig en teologisk opfattelse, ifølge hvilken den frie vilje spiller en vis rolle med hensyn til frelsen, men nåden betyder det meste. Nåden begynder og afslutter, men ind imellem betyder menneskets vilje noget. Det er nødvendigt at fastholde, at mennesket har en fri vilje, for ellers kan man ikke bebrejde de gudløse, at de modsætter sig nåden. I så fald kommer Gud til at fremstå som uretfærdig.
Erasmus henviser til de steder i Bibelen, hvor der optræder formaninger, bud og trusler. Han nævner blandt andet disse steder:
”Vil du være fuldkommen, så gå hen og sælg, hvad du ejer, og giv det til de fattige, så vil du have en skat i himlene.” 
”Den, der vil frelse sit liv, skal miste det; men den, der mister sit liv på grund af mig, skal finde det.” 
Sådanne skriftsteder, der indeholder vendinger som "Vil du" og "Den, der vil", giver kun mening i kraft af, at mennesket har en form for fri vilje, fremfører Erasmus. De stemmer dårligt overens med ideen om en ren og skær nødvendighed.
Luther svarede i 1525 med sit lidenskabelige skrift Om den trælbundne vilje (De servo arbitrio). Heri fastholdt han, at mennesket ikke har en fri vilje over for Gud, dvs. over for det, der har at gøre med frelse eller fortabelse. Over for Gud har mennesket en trælbundet vilje. Dets vilje er enten underlagt Gud eller Satan. Det kan ikke på nogen måde gøre sig fortjent til at modtage frelsen. Mennesket bliver frelst af Guds nåde alene.
Med sit skrift brød Luther endegyldigt med Erasmus, som straks begyndte at skrive et udførligt gensvar. Første del af svaret udkom i 1526, anden del året efter. Men Luther reagerede aldrig på det.

## Arven efter Erasmus
Erasmus har haft en lang virkningshistorie. Som en kritisk tænker blev han en inspiration for oplysningstiden i 1700-tallet. Han var respekteret af Rousseau, Voltaire, Kant og Goethe. Hans udgivelse af Det Nye Testamente var grundlaget for adskillige oversættelser til folkesproget. Med udgivelsen var der for første gang i 1000 år blevet trykt et komplet Nyt Testamente på det sprog (græsk), det oprindeligt var skrevet på.
Opkaldt efter Erasmus er:
- ERASMUS-programmet, som er et uddannelsesprogram, der har til formål at fremme samarbejdet mellem de videregående uddannelsesinstitutioner i EUs medlemslande. Programmet gør det muligt for studerende at tage en del af deres uddannelse i udlandet.
- Erasmusprisen, som hvert år uddeles af bestyrelsen for stiftelsen Praemium Erasmianum til enkeltpersoner eller institutioner, der har ydet et ekstraordinært bidrag til kultur, samfund eller samfundsvidenskab i Europa.
- Erasmusuniversitetet i Rotterdam (på hollandsk: Erasmus Universiteit Rotterdam).

## Udvalg af værker
- Samling af ordsprog (Collectanea adagiorum). 1500.
- Håndbog for en stridende kristen (Enchiridion milites Christiani). 1503.
- Dårskabens pris (Encomium moriae). 1511.
- Det Nye Testamente (Novum Testamentum). Revideret originaltekst på græsk og oversættelse til latin. 1516.
- Uddannelse af en kristen fyrste (Institutio principis Christiani). (1516)
- Samtaler i den kendte familiekreds (Colloquia familiaria). 1518.
- Afhandling om den frie vilje (De libero arbitrio diatribe). 1524.